# Hubert Cremer
Hubert Cremer (Munique, 27 de dezembro de 1897 — Merzhausen, 26 de fevereiro de 1983) foi um matemático alemão.
Foi professor de matemática na Universidade Técnica de Aachen, de 1949 a 1966.